# St. Vitus (Volkersdorf)

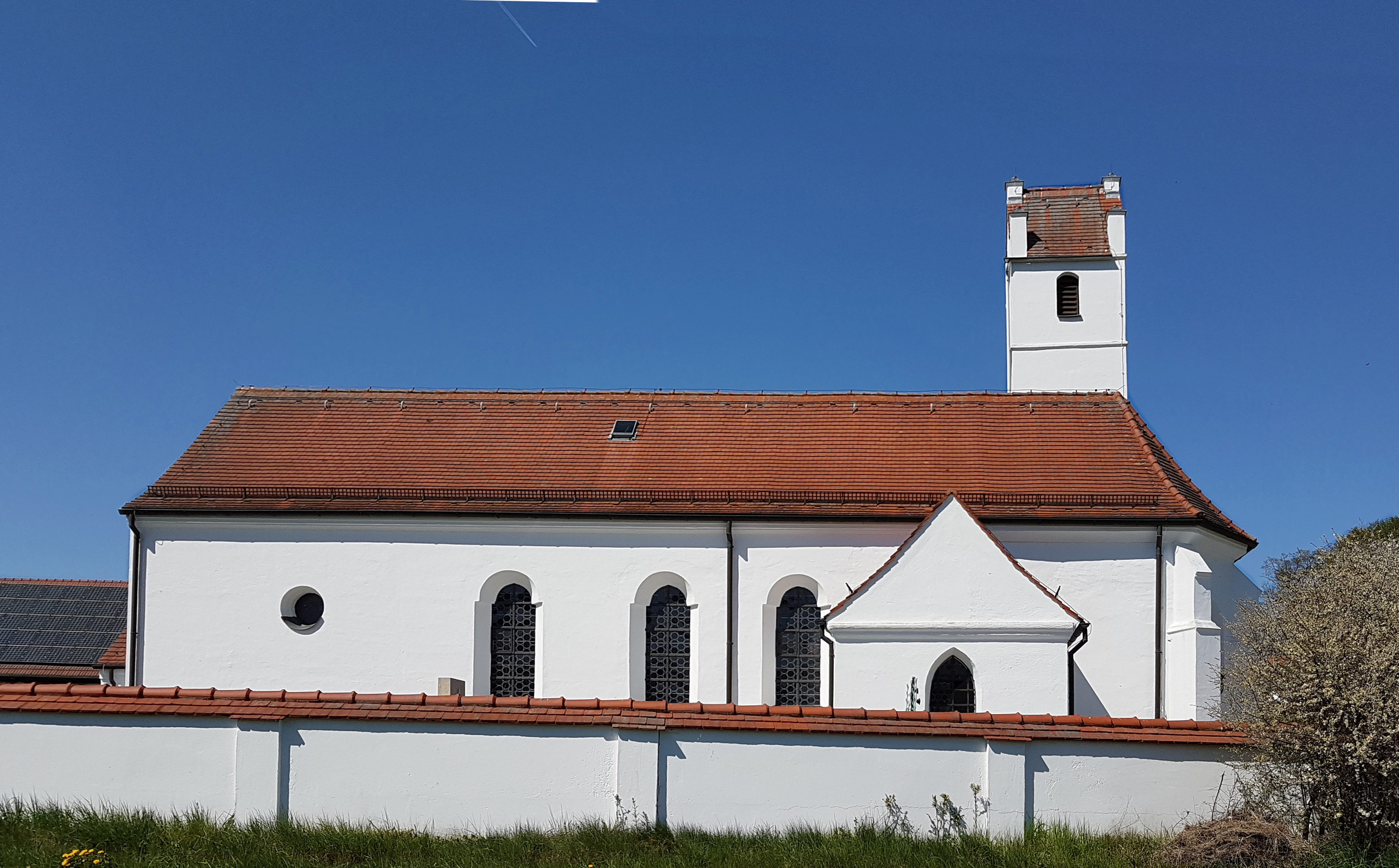
St. Vitus in Volkersdorf

Die römisch-katholische Filialkirche St. Vitus steht in Volkersdorf, einem Gemeindeteil von Jetzendorf im Landkreis Pfaffenhofen an der Ilm. Sie ist in der Liste der Baudenkmäler in Jetzendorf unter der Nummer D-1-86-132-23 eingetragen. Die Kirche gehört zum Dekanat Freising im Erzbistum München und Freising.

## Beschreibung
Die gotische Saalkirche wurde im 14./15. Jahrhundert auf romanischer Grundlage erbaut und 1702 barock verändert. Sie besteht aus dem 1848 nach Westen verlängerten Langhaus, dem eingezogenen, von Strebepfeilern gestützten Chor zu einem Joch mit Fünfachtelschluss im Osten und dem Chorflankenturm an der Nordwand des Chors. Die Sakristei steht im Süden vor dem östlichen Joch des Langhauses. 
Das Langhaus ist mit einer Kassettendecke überspannt, der Chor mit einem Kreuzgratgewölbe über Pilastern. Der Hochaltar wird von den Skulpturen des Florian von Lorch und des Nikolaus von Myra flankiert.
Die Orgel mit fünf Registern auf einem Manual und Pedal wurde 1905 von Willibald Siemann gebaut.